# 比爾卡 (科羅斯堅區)

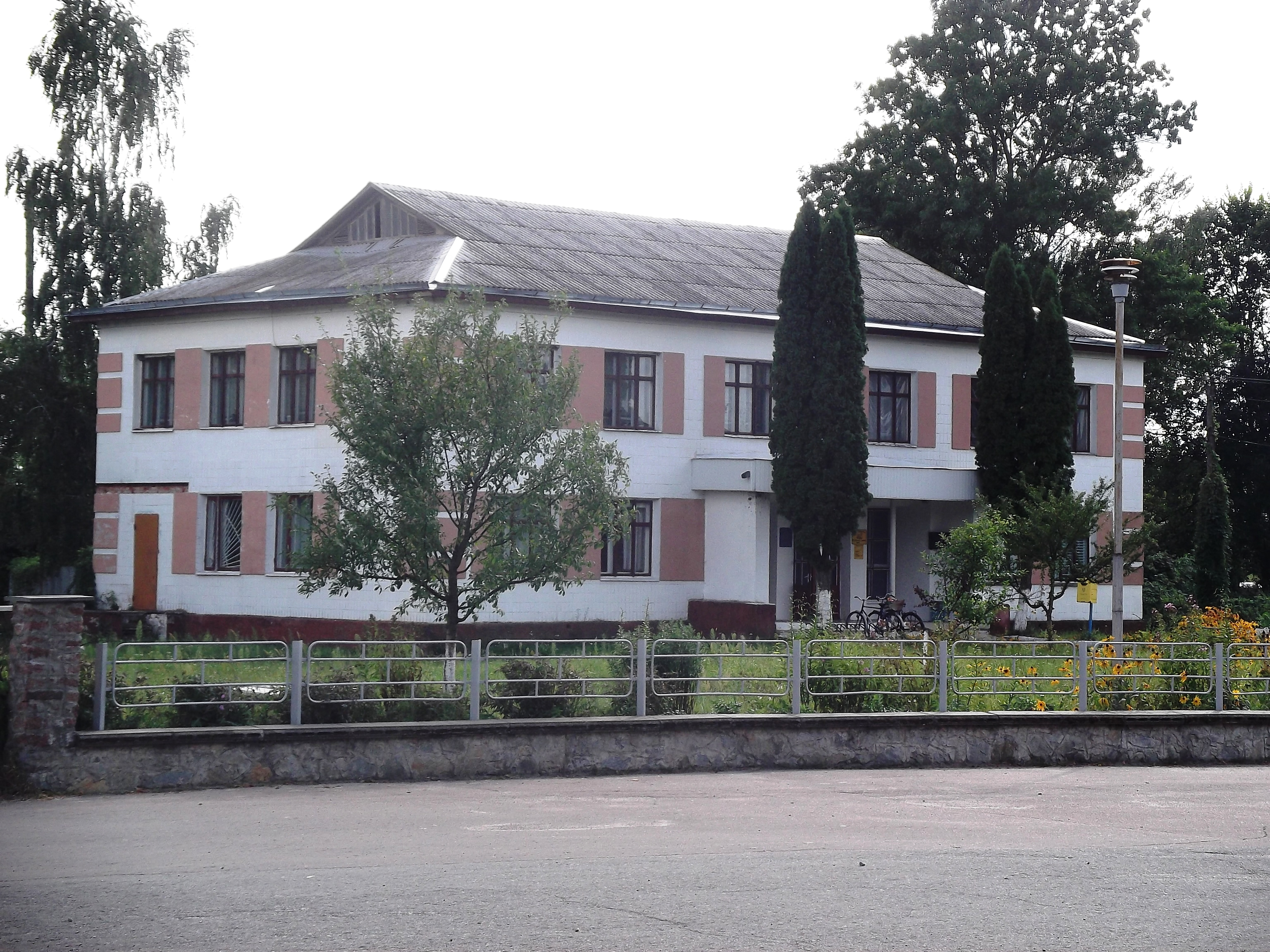

比爾卡（烏克蘭語：Білка），是烏克蘭的村落，位於該國北部日托米爾州，由科羅斯堅區負責管轄，始建於1775年，面積2.27平方公里，海拔高度198米，2001年該村落人口562。
50°49′7″N 28°11′16″E / 50.81861°N 28.18778°E